# Acácio de Amida
Acácio de Amida (m. 425) foi bispo de Amida, na Mesopotâmia durante o reinado do imperador Teodósio II (r. 408–450).

## Vida
Acácio era bispo de Amida, na Mesopotâmia, no tempo do imperador Teodósio II (r. 408–450) e ao que parece deve ter ocupado posição exacerbada no Império Bizantino à época concernente ao trato com o Império Sassânida. Em 419/420, esteve no concílio da Igreja do Oriente em Gueartaxaro, no Assuristão. Em 422, no rescaldo do conflito entre os Impérios Bizantino e Sassânida, segundo Sócrates Escolástico, se comoveu com 7 000 cativos persas que estavam em poder dos bizantinos em Arzanena e passavam fome, o que afligia o xá Vararanes V (r. 420–438). Ciente da situação, Acácio decidiu ajudá-los e reuniu seus clérigos e dirigiu-se a eles:

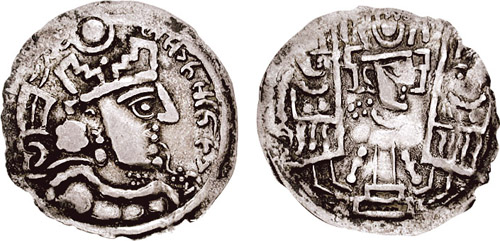
Dracma de r.

| “ | Nosso Deus, meus irmãos, não precisa de pratos nem copos; pois não come nem bebe, nem está em falta de nada. Desde então, pela liberalidade de seus membros fiéis, a Igreja possui muitos vasos de ouro e prata, nos convém vendê-los, que pelo dinheiro assim levantado, podemos ser capazes de resgatar os prisioneiros e dar-lhes alimentos. | ” |

Acácio ordenou que os vasos fossem fundidos e, com seu lucro, pagou aos soldados um resgate pelos cativos, a quem ajudou por algum tempo antes de dar-lhes os recursos necessários à jornada de volta à Pérsia. Sua benevolência causou espantou no xá, que desejava que viesse à sua presença para que tivesse o prazer de contemplá-lo. Teodósio logo concedeu permissão a Acácio viajar para Ctesifonte. Faleceu cerca de 425 e após sua morte tornar-se-ia santo, com o dia 9 de abril dedicado a sua celebração.